# Grube Hermannsfreude I
Die Grube Hermannsfreude I ist eine ehemalige Buntmetallgrube im Bensberger Erzrevier in Rösrath. Sie lag zwischen Rösrath und Kleinhecken.

## Geschichte
Die Grube Hermannsfreude I wurde verliehen am 25. September 1886 auf Blei- und Zinkerze an die AG Bergbau, Blei- und Zinkfabrikation zu Stolberg und in Westfalen. In der Berechtsamsakte gibt es nur spärliche Hinweise darüber, dass zum Beispiel am 31. Januar 1939 neuer Eigentümer die 1837 von dem belgischen Bankier und Industriellen François-Dominique Mosselman gegründete „Société Anonyme des Mines et Fonderies de Zinc de la Vieille-Montagne“aus Lüttich wurde. Über die Betriebstätigkeiten ist nichts bekannt.